# Société américaine de physiologie
La Société américaine de physiologie (en anglais American Physiological Society, APS) a été fondée en 1887 avec 28 membres. L'APS compte maintenant plus de 10 500 membres.
La plupart des membres ont un doctorat en physiologie, en médecine, ou dans un autre domaine médical.
L'American Physiological Society (APS) est une société à but non lucratif voué à promouvoir l'éducation, la recherche scientifique, et diffusion de l'information dans le domaine de la physiologie scientifique.
En offrant une gamme d'informations dans le domaine de la physiologie, l'APS s'efforce de jouer un rôle important dans les progrès de la science et l'avancement des connaissances. 
Fournir des informations actualisées, utilisables pour la communauté scientifique est objectif principal de la Société.
L'APS s'efforce de promouvoir la découverte, la diffusion des connaissances, et l'éducation dans le domaine de la physiologie.